# Ballwil
Ballwil (gsw. Baubu, do 1814 Mettenwil) – miejscowość i gmina w środkowej Szwajcarii, w kantonie Lucerna, w okręgu Hochdorf.
Gmina została po raz pierwszy wspomniana w dokumentach w 924 roku jako Paldiwilare.

## Demografia
W Ballwil mieszkają 2 663 osoby. W 2021 roku 8,1% populacji gminy stanowiły osoby urodzone poza Szwajcarią.
W 2000 roku 95,6% populacji mówiło w języku niemieckim, 1,1% populacji w języku albańskim, a 0,9% w języku serbsko-chorwackim.
Zmiany w liczbie ludności na przestrzeni lat przedstawia poniższy wykres: